# Durban United Football Club
Il Suburbs United, chiamato per la quasi totalità della sua esistenza Durban United Football Club, è stata una società calcistica sudafricana, con sede a Durban (provincia del Natal).

## Storia
La squadra venne fondata nel 1959 a Durban.
Dal 1959 sino al 1977 partecipò alla NFL, lega calcistica sudafricana riservata ai soli bianchi, ottenendo come miglior piazzamento il secondo posto nella stagione 1968.
Nel 1969 la squadra si fonde con il Durban Spurs per divenire il Durban Spurs United, denominazione che venne presto abbandonata per tornare al vecchio nome.
Sempre nell'ambito della NFL il Durban Utd si aggiudicò la coppa della lega nel 1972, battendo in finale i concittadini del Durban City.
Chiusa la NFL, il Durban United passò nel 1978 nella FPL sotto il nome di Suburbs United, essendo stata venduta alla Verulam Suburbs. La squadra chiuse il campionato al secondo posto, e poi cessò ogni attività.

## Palmarès

### Competizioni nazionali
- National Football League Cup: 1

1972